# Bletchingdon
Bletchingdon – wieś w Anglii, w hrabstwie Oxfordshire, w dystrykcie Cherwell. Leży 12 km na północ od Oksfordu i 88 km na północny zachód od Londynu. W 2001 miejscowość liczyła 872 mieszkańców.